# Албешть-Муру
Албешть-Муру, Албешті-Муру (рум. Albești-Muru) — село у повіті Прахова в Румунії. Входить до складу комуни Албешть-Палеологу.
Село розташоване на відстані 57 км на північ від Бухареста, 14 км на схід від Плоєшті, 92 км на південний схід від Брашова.

## Населення
За даними перепису населення 2002 року у селі проживали 1124 особи, усі — румуни. Усі жителі села рідною мовою назвали румунську.